# NGC 742
NGC 742 (również PGC 7264) – galaktyka eliptyczna (E-S0), znajdująca się w gwiazdozbiorze Ryb. Została odkryta 13 grudnia 1784 roku przez Williama Herschela.